# Municipio de Luzerne
El municipio de Luzerne (en inglés: Luzerne Township) es un municipio ubicado en el condado de Fayette en el estado estadounidense de Pensilvania. En el año 2000 tenía una población de 4.683 habitantes y una densidad poblacional de 61 personas por km².

## Geografía
El municipio de Luzerne se encuentra ubicado en las coordenadas 39°57′02″N 79°55′29″O / 39.95056, -79.92472.

## Demografía
Según la Oficina del Censo en 2000 los ingresos medios por hogar en la localidad eran de $26,510 y los ingresos medios por familia eran de $35,149. Los hombres tenían unos ingresos medios de $30,613 frente a los $19,890 para las mujeres. La renta per cápita de la localidad era de $18,797. Alrededor del 17,5% de la población estaba por debajo del umbral de pobreza.